# Квинс-хаус
Квинс-хаус (англ. Queen’s House, что переводится как «дом королевы») — небольшое двухэтажное здание с минимальным декором, построенное для королевы Анны Датской в 1614—1617 годах в Гринвиче по проекту архитектора Иниго Джонса. Оно входило в комплекс королевского дворца времён Генриха VIII, на месте которого Кристофер Рен впоследствии выстроил Королевский морской госпиталь (ныне Национальный морской музей).
Вместе с окружающими его постройками Рена Квинс-хаус с 1997 года состоит под охраной ЮНЕСКО как памятник Всемирного наследия.

## История

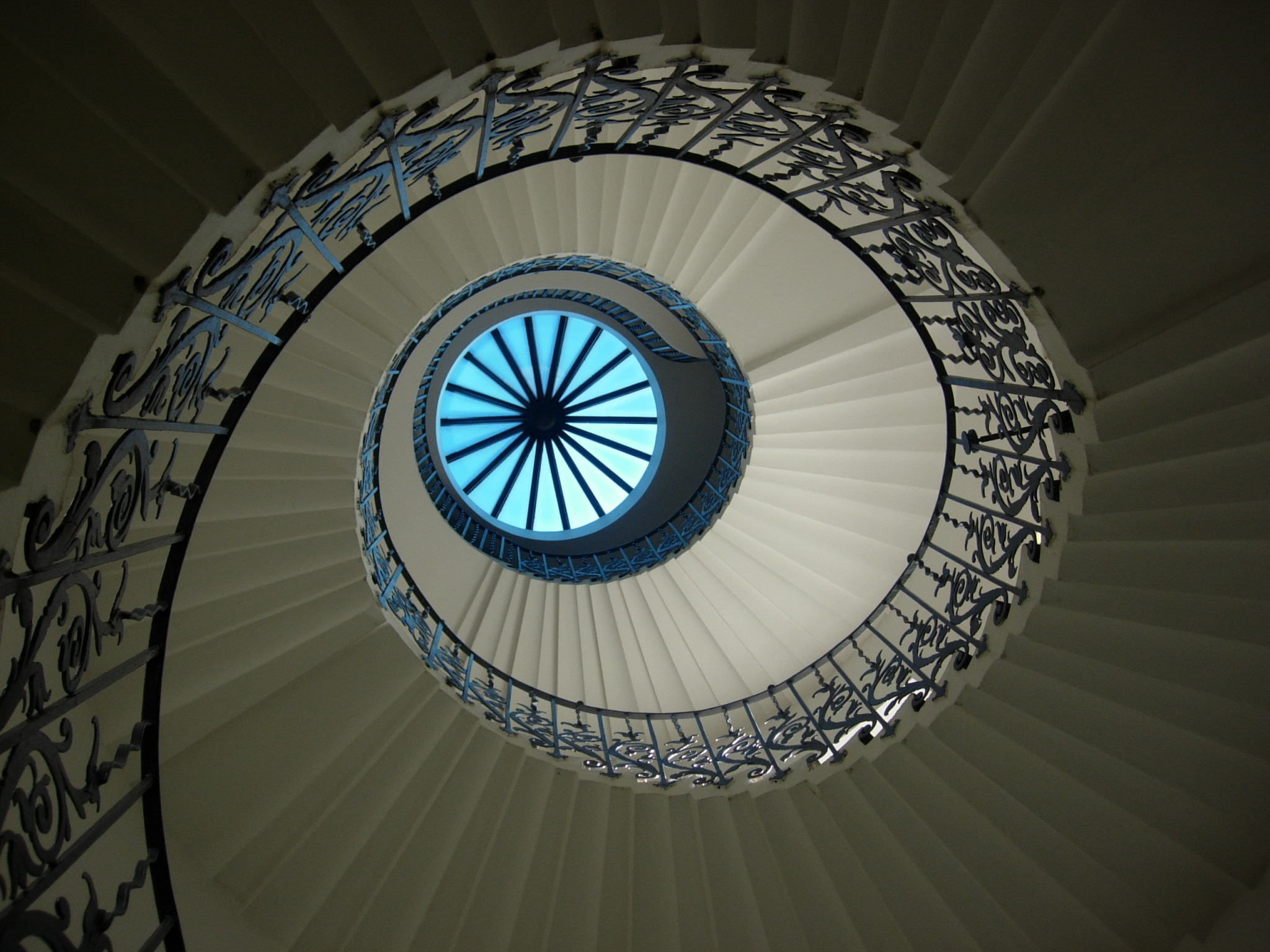
Лестница-тюльпан (1635)

Квинс-хаус — краеугольный камень британской архитектурной традиции и первый на севере Европы пример палладианского стиля. При проектировании здания Джонс, вероятно, отталкивался от виллы Медичи в Поджо-а-Кайано. Из окон дворца открывается вид на Темзу.
Свой окончательный вид Квинс-хаус приобрёл после того, как в 1635 году Джонс перестроил его для новой королевы Генриетты-Марии. Через 7 лет разразилась гражданская война, и королева бежала из Англии. Плафоны, выполненные для дворца итальянцем Орацио Джентилески, сохранились и впоследствии перевезены в Мальборо-хаус в центре Лондона. Остальные дворцовые интерьеры в своей массе утрачены.
В XVIII—XIX веках Квинс-хаус использовался для нужд Адмиралтейства, в частности, здесь размещался Королевский военно-морской колледж. В 1807 году дворец соединён с фланкирующими его постройками Рена низкими колоннадами.
Тщательная реставрация Квинс-хауса осуществлена в 1986—1989 годах. На лугу перед ним во время Олимпиады 2012 года прошли соревнования по конным видам спорта.

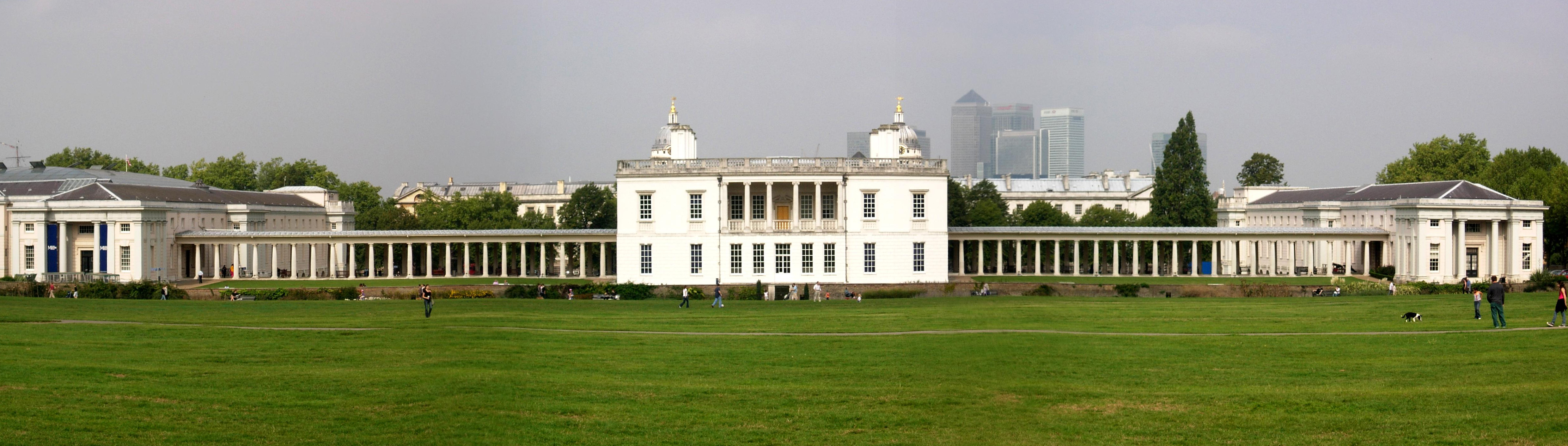
Дворец королевы в окружении колоннад регентского периода